# Зейферт Ілля Іванович
Зе́йферт Ілля́ Іва́нович (20 липня [1 серпня] 1838, Київ, Київська губернія, Російська імперія — 10 [22] травня 1888, Київ, Київська губернія, Російська імперія) — гласний Київської міської думи, засновник Лук'янівського кладовища, надвірний радник, дворянин.
Був одружений з онукою київського ювеліра Самсона Стрільбицького — Олександрою Дмитрівною. Дочка Надія стала дружиною вченого-історика Митрофана Довнар-Запольського.

## Зображення

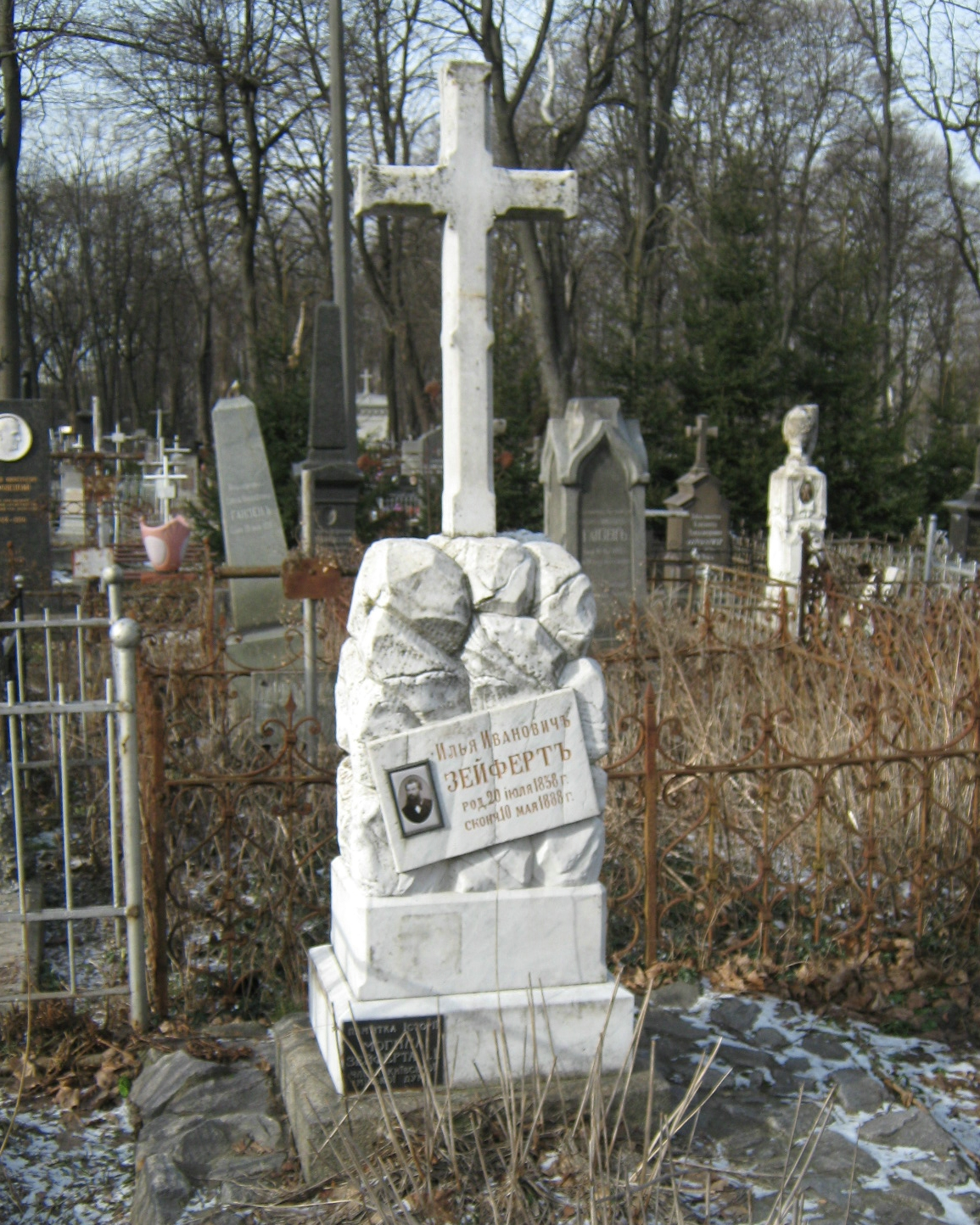
Могила Іллі Зейферта на Лук'янівському кладовищі